# Rhys Wakefield
Rhys Wakefield (Cairns, 20 november 1988) is een Australisch acteur. Hij is bekend als Lucas Holden uit de soapserie Home and Away. In 2008 heeft Wakefield in de film The Black Balloon het personage Thomas neergezet.

## Biografie
Voordat hij in Home and Away verscheen, had Rhys Wakefield al zes jaar geacteerd. Hij studeerde aan The McDonald College of Performing Arts, alwaar hij in 2003 een studiebeurs won.. Hij speelde in een aantal schoolproducties en trad op bij enkele Shakespearefestivals. Tevens werkte hij met Opera Australia en het Australisch Ballet. Naast zijn studie aan het McDonald College volgde Wakefield ook acteerlessen bij het Zenith Theater. Wakefield studeerde in 2006 af aan het McDonald College.
Zijn eerste professionele rol als acteur was in de film Bootmen uit 2000. Deze werd opgevolgd door een gastrol in de televisieserie Don't Blame Me. Wakefield speelde zijn eerste hoofdrol in de film The Black Balloon.
In 2005 kreeg Wakefield zijn eerste vaste tv-rol in de serie Home and Away. Zijn personage was het jongste lid van de Holden familie. Zijn rol in deze serie maakte hem bij een groot publiek bekend, en leverde hem een Logie-nominatie op. Ook had hij een rol in de film The Purge (2013).